# Wahlenbergia preissii
Wahlenbergia preissii är en klockväxtart som beskrevs av De Vriese. Wahlenbergia preissii ingår i släktet Wahlenbergia och familjen klockväxter. Inga underarter finns listade i Catalogue of Life.